# Gustavo Yacamán

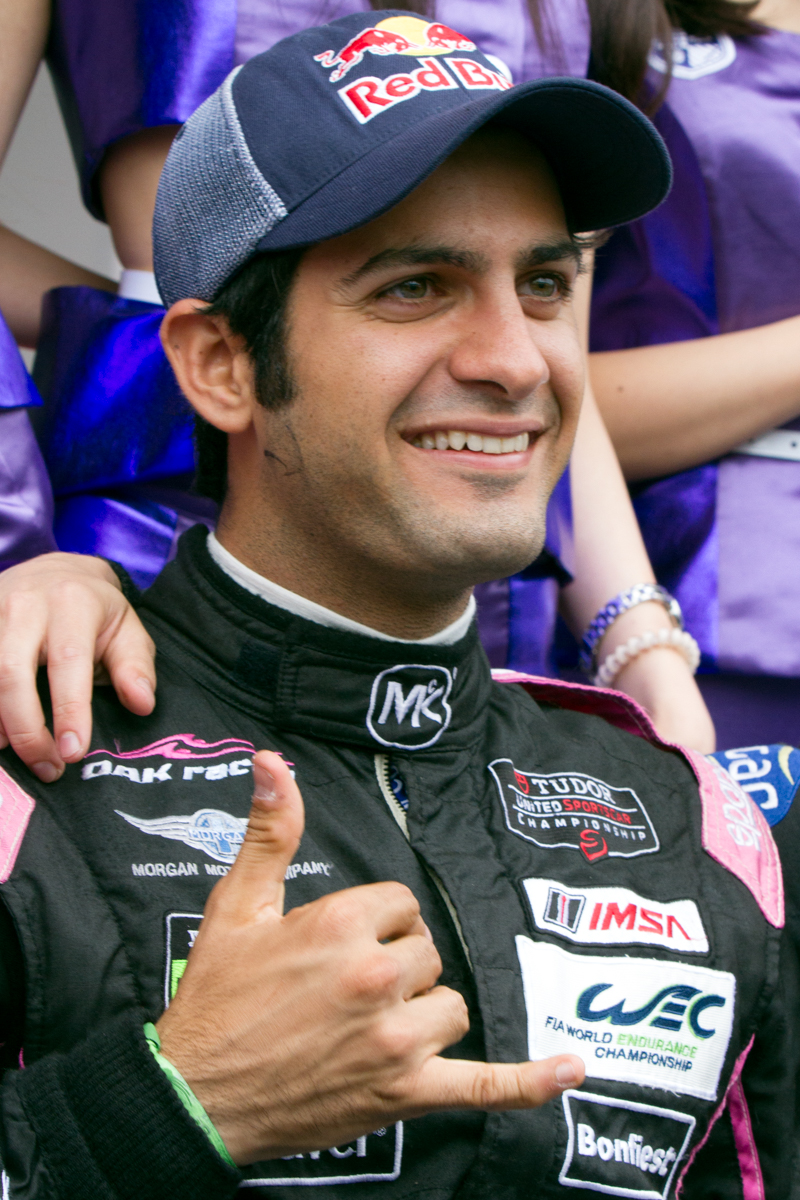
Gustavo Yacamán (2014)

Gustavo Adolfo Yacamán Aristizabal (* 25. Februar 1991 in Santiago de Cali) ist ein ehemaliger kolumbianischer Automobilrennfahrer. Er fuhr von 2009 bis 2012 in der Indy Lights.

## Karriere

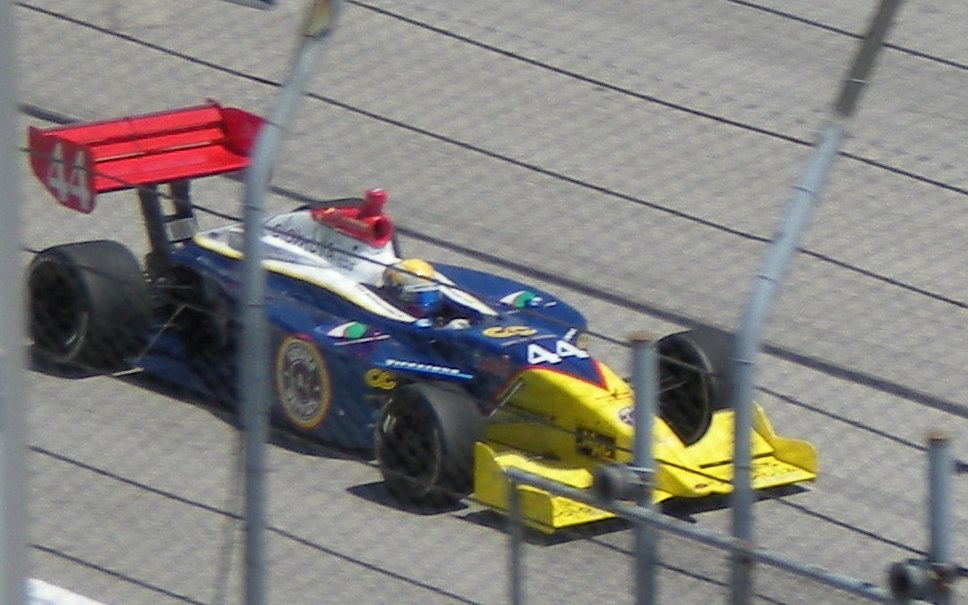
Gustavo Yacamán in der Indy Lights 2009

Yacamán begann seine Motorsportkarriere 2002 im Kartsport, in dem er bis 2005 aktiv war. 2006 wechselte er in den Formelsport und wurde in Europa Vierter der Master Junior Formula. Außerdem gab er sein Debüt in der spanischen Formel-3-Meisterschaft, in der er den 16. Gesamtrang belegte. 2007 bestritt Yacamán die komplette Saison in der spanischen Formel 3. Er gewann ein Rennen und beendete die Saison auf dem achten Gesamtrang. 2008 nahm er für verschiedene Teams an der spanischen Formel-3-Meisterschaft teil und entschied abermals ein Rennen für sich. In der Gesamtwertung wurde er Neunter.
2009 verließ Yacamán Europa und wechselte in die nordamerikanische Indy Lights. Für Sam Schmidt Motorsports startend war ein vierter Platz sein bestes Resultat. Am Ende der Saison belegte er den zwölften Gesamtrang. 2010 bestritt er seine zweite Saison in der Indy Lights für das neue Team Cape Motorsports with Wayne Taylor Racing. Mit einem dritten Platz als bestes Resultat schloss er die Saison auf dem zehnten Gesamtrang ab. 2011 wechselte Yacamán innerhalb der Indy Lights zum Team Moore Racing. Er gewann in diesem Jahr sein erstes Indy-Lights-Rennen und verbesserte sich auf den vierten Platz in der Fahrerwertung. Darüber hinaus absolvierte er für Andretti Autosport seine erste Testfahrt in der IndyCar Series. 2012 absolvierte Yacamán eine weitere Saison in der Indy Lights für das Team Moore Racing. Er entschied zwei Rennen für sich und stand fünfmal auf dem Podium. Die Saison beendete er auf dem dritten Gesamtrang. Darüber hinaus nahm Yacamán im Langstreckensport am 24-Stunden-Rennen von Daytona teil und erreichte zusammen mit Jorge Goncalvez, Michael McDowell und Felipe Nasr den dritten Platz.

## Sonstiges
Yacamáns Spitzname ist Tigrillo, was auf Spanisch Tiger bedeutet.

## Statistik

### Karrierestationen
| - 2002–2005: Kartsport - 2006: Master Junior Formula (Platz 4) - 2006: Spanische Formel 3 (Platz 16) - 2007: Spanische Formel 3 (Platz 8) | - 2008: Spanische Formel 3 (Platz 9) - 2009: Indy Lights (Platz 12) - 2010: Indy Lights (Platz 10) - 2011: Indy Lights (Platz 4) | - 2012: Indy Lights (Platz 3) - 2012: Rolex Sports Car Series, DP (Platz 28) |

### Le-Mans-Ergebnisse
| Jahr | Team           | Fahrzeug     | Teamkollege      | Teamkollege        | Platzierung | Ausfallgrund |
| ---- | -------------- | ------------ | ---------------- | ------------------ | ----------- | ------------ |
| 2015 | G-Drive Racing | Ligier JS P2 | Ricardo González | Luís Felipe Derani | Rang 12     |              |

### Sebring-Ergebnisse
| Jahr | Team                          | Fahrzeug       | Teamkollege        | Teamkollege      | Teamkollege    | Platzierung | Ausfallgrund |
| ---- | ----------------------------- | -------------- | ------------------ | ---------------- | -------------- | ----------- | ------------ |
| 2014 | OAK Racing                    | Morgan LMP2    | Olivier Pla        | Alex Brundle     |                | Rang 4      |              |
| 2017 | BAR1 Motorsports              | Oreca FLM09    | Marc Drumwright    | Chapman Ducote   | Colin Thompson | Rang 15     |              |
| 2018 | AFS/PR1 Mathiasen Motorsports | Ligier JS P217 | Sebastián Saavedra | Roberto González |                | Rang 32     |              |

### Einzelergebnisse in der FIA-Langstrecken-Weltmeisterschaft
| Saison | Team           | Rennwagen    | 1   | 2   | 3   | 4   | 5   | 6   | 7   | 8   |
| ------ | -------------- | ------------ | --- | --- | --- | --- | --- | --- | --- | --- |
| 2014   | OAK Racing     | Morgan LMP2  | SIL | SPA | LEM | AUS | FUJ | SHA | BAH | SAO |
| 2014   | OAK Racing     | Morgan LMP2  |     | 9   |     |     |     |     |     |     |
| 2015   | G-Drive Racing | Ligier JS P2 | SIL | SPA | LEM | NÜR | AUS | FUJ | SHA | BAH |
| 2015   | G-Drive Racing | Ligier JS P2 | 7   | 10  | 12  | 9   | 7   | 11  | DNF | 9   |